# Dust: An Elysian Tail
Dust: An Elysian Tail är ett actionrollspel utvecklat av den självständiga designern Dean Dodrill, utgivet av Microsoft Studios. Det släpptes på Xbox Live Arcade 15 augusti 2012, och därefter för Microsoft Windows via Steam 24 maj 2013, och på GOG.com 7 november 2013, utan Microsoft's inblandning. Det släpptes för Linux och OS X 19 december 2013.